# Jack Yellen

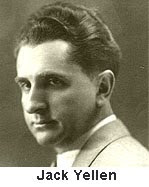
Jack Yellen (1924)

Jack Selig Yellen (* 6. Juli 1892 als Jacek Jeleń in Raczki, Russisches Kaiserreich; † 17. April 1991 in Springville, New York) war ein US-amerikanischer Liedtexter der Tin Pan Alley, der auch für Broadway und Film schrieb. Zu seinen bekanntesten Songs zählen die als Koproduktionen mit dem Komponisten Milton Ager entstandenen Stücke Ain’t She Sweet (1927) und Happy Days Are Here Again (1929).

## Leben und Wirken
Yellen wurde 1892 in Russland geboren und zog 1897 mit seiner Familie in die USA. Er studierte an der University of Michigan. Danach war er Zeitungsreporter beim Buffalo Courier, zog aber bald nach New York City, um Liedtexte zu schreiben, unter anderem für Sophie Tucker (My Yiddish Momme, Musik: Lew Pollack). Mit George L. Cobb schrieb er eine Reihe von Songs zu Dixie-Themen (Alabama Jubilee, Are You From Dixie?, All Aboard for Dixieland).
Zu seinen bekanntesten Songs zählen Lovin’ Sam (The Sheik of Alabam) (1922), Ain’t She Sweet, Forgive Me (1927) und Happy Days Are Here Again (1929), Koproduktionen mit dem Komponisten Milton Ager, mit dem er einen Musikverlag hatte (Ager-Yellen-Bernstein Music Company) und mit dem er häufig zusammenarbeitete (wie bei I Wonder What’s Become of Sally von 1924), aber auch mit Harold Arlen, Ray Henderson, Abe Olman, Sammy Fain, Joe Meyer, Lew Pollack und Samuel Pokrass.
Zu seinen Broadway-Shows, für die er das Libretto oder Beiträge schrieb, zählen What´s in a Name, Rain or Shine, John Murray Anderson´s Almanac, You Said It, George White´s Scandals von 1935 und 1939, Boys and Girls Together, Sons o´Fun und die Ziegfeld Follies von 1943.
Von New York zog er nach Hollywood, um als Drehbuchschreiber und Liedtexter für 20th Century Fox zu arbeiten. Dort schrieb er unter anderem für die Filme King of Burlesque, The King of Jazz (um das Paul Whiteman Orchester), verschiedene Shirley Temple Filme und Night and Day (die Cole Porter Verfilmung mit Cary Grant). Für Glad Rag Doll (1928, mit Dolores Costello) verfasste er den gleichnamigen Song mit Milton Ager (Musik) und Dan Dougherty (Co-Texter).
1951 bis 1969 war er im Rat der ASCAP. 1972 wurde er in die Songwriters Hall of Fame aufgenommen. In zweiter Ehe war er mit der Tänzerin Lucille Day verheiratet.